# L'École des chevaliers
L'École des chevaliers (Knight Squad) est une série télévisée américaine créée par Sean Cunningham et Marc Dworkin, diffusée depuis le 19 février 2018 sur Nickelodeon et depuis le 16 mars 2018 sur YTV au Canada.
En France, la série est diffusée depuis le 10 novembre 2018 sur Nickelodeon France et rediffusée sur Nickelodeon Teen.

## Synopsis
Dans une « école magique pour chevaliers en formation » dans le royaume d'Astoria, deux étudiants très différents, Arc, un voleur qui n'est pas un sang de dragon, et Amany, une princesse. Cependant, le père d'Amany ne veut pas qu'elle devienne chevalier donc elle se transforme en Ciara. Les deux jeunes étudiants forment alors un pacte pour garder leurs secrets et pour suivre leurs rêves de chevalerie,. Arc et Ciara sont dans l'escouade des Phénix, en compagnie de leurs amis Prudence et Warwick.

## Distribution

### Acteurs principaux
- Owen Joyner (en) (VFB : Pierre Le Bec) : Arc
- Daniella Perkins (VFB : Marie Braam) : princesse Amany / Ciara
- Lilimar (VFB : Mélissa Windal) : Sage
- Lexi DiBenedetto (VFB : Sophie Landresse) : Prudence
- Amarr M. Wooten (VFB : Grégory Praet) : Warwick
- Savannah May (VFB : Sophie Pyronnet) : Buttercup
- Kelly Perine (en) (VFB : Simon Duprez) : Sir Gareth

### Acteurs récurrents
- Jason Sim-Prewitt (VFB : Claudio Dos Santos) : le Roi
- Seth Carr (VFB : Raphaëlle Bruneau) : Fizzwick
- Fred Grandy : Sorcier Hogancross
- Todd Tucker : Sale Mèche (voix)

### Invités

#### Saison 1
- Tenzing Norgay Trainor (VFB : Alessandro Bevilacqua) : Jimbo (épisode 5)
- Maria Canals-Barrera (VFB : Nathalie Hons) : Saffron (épisode 8)
- Jaheem Toombs : Sebastian (épisode 9)
- Maya Le Clark : Brea (épisode 9)
- Kira Kosarin : Kiki (épisode 10)
- Garrett Morris : le vieux Fizzwick (épisode 10)
- Jack Griffo : Sir Swayze (épisode 11)
- Geno Segers (VFB : Stany Mannaert) : Ryker (épisodes 12 à 13 ,puis 19 et 20)
- Jessie Graff (VFB : Catherine Conet) : Comtesse Ambala (épisodes 12 et 13)
- Lizzy Greene : L'ombre fantôme (épisode 17)
- Sydney Park : Princesse Eliza (épisodes 19 et 20)

#### Saison 2
- Chris Tallman : Mr. Wiper (épisode 1)
- Paris Smith : Princesse Dimples (épisode 2)
- Maya Le Clark : Bria (épisode 3)
- Theodore Galloway : Titi (épisode 3)
- Taylor McKinney : Bestie (épisode 3)
- Kim Yarbrough : Exeminatrice (épisode 4)
- Giselle Galuz : la jeune Sage (épisode 4)
- Regi Davis : Sir Johnwick (épisode 5)
- Michael Carbonaro : Mr. Carbonaro (épisode 5)
- Raini Rodriguez : Le docteur Malhéfique (épisode 5)
- Thomas Lennon : Sir Angus Macchio (épisode 6)
- Greg Perrow : Great Glider (épisode 7)
- Jeremy Wieand : Roi Troll (épisode 7)

Version française :
- Société de doublage : Lylo Media Group[5] (Belgique)
- Direction artistique : Esther Aflalo
- Adaptation des dialogues : Justine Rouzé
- Enregistrement et mixage : Laure Baudoin - Samuel Didi - Joaquim Dos Santos - Frédéric Duhamel - Denis Portal - Toavina Razafindralambo Lavoson - Maxime Sallet - Elodie Souton

## Production

### Développement
La série a reçu une commande de vingt épisodes pour Nickelodeon en mai 2017,.
La production de la série a débuté en octobre 2017,,, et a été diffusée en février 2018.
Le 27 juillet 2018, la série est renouvelée pour une deuxième saison de dix épisodes,.
La saison 2 a été officiellement annulée par Nickelodeon le 1er février 2019

### Attribution des rôles
Tenzing Norgay Trainor apparaîtra sur la série en jouant le rôle de Jimbo.

### Fiche technique
Sauf indication contraire, les informations mentionnées dans cette section peuvent être confirmées par la base de données cinématographiques IMDb,  présente dans la section « Liens externes ».
- Titre français : L'École des chevaliers
- Titre original : Knight Squad
- Création : Sean Cunningham & Marc Dworkin
- Réalisation : Trevor Kirschner, Jody Margolin Hahn[14], Robbie Countryman, Jonathan Judge, Eric Dean Seaton, Wendy Faraone, Jean Sagal, David Kendall, Lynn McCracken
- Scénario : Sean Cunningham, Marc Dworkin, John D. Beck, Ron Hart, Lisa Muse Bryant, Jennifer Keene[14], Chris Atwood, Chris Tallman, Michael J.S. Murphy, Frank O. Wolff, Nora Sullivan, Wesley Jermaine Johnson & Scott Taylor
- Décors : Ali Matilla
- Costume : Candice Dobkousky, Suzanne Bantit-Haines
- Photographie : Wayne Kennan
- Casting : Harriet Greenspan, Pamella Pearl (associé)
- Musique : Chris Alan Lee
- Production :
  - Producteur(s) : Patty Gary-Cox
  - Producteur(s) exécutif(s) : Sean Cunningham, Marc Dworkin, Dan Cross, David Hoge, John Beck & Ron Hart, Gigi McCreery & Perry Rein
- Société(s) de production : Dworkingham Productions, Nickelodeon Productions
- Société(s) de distribution : Viacom Internationale Inc.
- Pays d'origine :  États-Unis
- Langue originale : Anglais
- Format :
  - Format image : 720p (HDTV)
  - Format audio : 5.1 surround sound
- Genre : Comédie
- Durée : 24 minutes
- Diffusion :  États-Unis,  Canada,  France
- Public : Tout public

## Épisodes
| Saison | Saison | Épisodes | États-Unis      | États-Unis      |
| Saison | Saison | Épisodes | Début de saison | Fin de saison   |
| ------ | ------ | -------- | --------------- | --------------- |
|        | 1      | 20       | 19 février 2018 | 26 janvier 2019 |
|        | 2      | 10       | 2 février 2019  | 20 avril 2019   |

### Saison 1 (2018-2019)
| №    | #    | Titre français                                                        | Titre original                                              | Première diffusion             | Code prod. |
| ---- | ---- | --------------------------------------------------------------------- | ----------------------------------------------------------- | ------------------------------ | ---------- |
| 1    | 1    | Bienvenue à Astoria                                                   | Opening Knight                                              | 19 février 2018                | 101        |
| 2    | 2    | La Coupe de Roxbury                                                   | A Knight at the Roxbury                                     | 24 février 2018                | 102        |
| 3    | 3    | La fête du chevalier en armure étincelante                            | Knight in Shining Armor Day                                 | 3 mars 2018                    | 103        |
| 4    | 4    | Un chevalier avec des pouvoirs                                        | One Magical Knight                                          | 10 mars 2018                   | 104        |
| 5    | 5    | Le retour du chevalier Naze                                           | The Dork Knight Returns                                     | 17 mars 2018                   | 106        |
| 6    | 6    | L'union des chevaliers                                                | Tonight, Two Knight                                         | 24 mars 2018                   | 105        |
| 7    | 7    | La transformation                                                     | A Knight's Tail                                             | 31 mars 2018                   | 108        |
| 8    | 8    | Réunion parent-professeur                                             | Parent Teacher Knight                                       | 7 avril 2018                   | 109        |
| 9    | 9    | Le code des chevaliers                                                | Do the Knight Thing                                         | 14 avril 2018                  | 112        |
| 10   | 10   | Le génie                                                              | Wish I May, Wish I Knight                                   | 25 mai 2018                    | 115        |
| 11   | 11   | Techniques de chevalier                                               | Working on the Knight Moves                                 | 9 juin 2018                    | 116        |
| 1213 | 1213 | Un voleur dans l'école : 1re partieUn voleur dans l'école : 2e partie | A Thief in the Knight: Part IA Thief in the Knight: Part II | 16 juin 2018                   | 110111     |
| 14   | 14   | Rentre chez toi, chevalier                                            | Take Me Home to Knight                                      | 22 septembre 2018              | 113        |
| 15   | 15   | Le temple de la peur                                                  | A Total Knightmare                                          | 29 septembre 2018              | 114        |
| 16   | 16   | Une fête chevaleresque                                                | Fight for Your Knight to Party                              | 6 octobre 2018                 | 117        |
| 17   | 17   | La légende du Fantombre                                               | Fright Knight                                               | 20 octobre 2018                | 107        |
| 18   | 18   | Petits mensonges entre amies                                          | Little Knight Lies                                          | 12 janvier 2019                | 118        |
| 1920 | 1920 | L'Armure d'Astoria : 1re partieL'Armure d'Astoria : 2e partie         | End of the Knight: Part IEnd of the Knight: Part II         | 19 janvier 201926 janvier 2019 | 119120     |

### Saison 2 (2019-2020)
Le 27 juillet 2018, la série est renouvelée pour une deuxième saison de dix épisodes,.
| №     | #     | Titre français                                              | Titre original                                 | Première diffusion | Code prod. |
| ----- | ----- | ----------------------------------------------------------- | ---------------------------------------------- | ------------------ | ---------- |
| 21    | 1     | Le Retour des membres des chevaliers                        | A Knight to Remember                           | 2 février 2019     | 201        |
| Spéc. | Spéc. | Attention, Chevalier Méchant (cross-over avec Henry Danger) | Knight & Danger (cross-over with Henry Danger) | 2 février 2019     | 509 (HD)   |
| 22    | 2     | L'Amour d'un chevalier                                      | Love at First Knight                           | 16 février 2019    | 202        |
| 23    | 3     | Du côté obscure ...                                         | Mid-Knight in the Garden of Good and Evil      | 23 février 2019    | 203        |
| 24    | 4     | La branchie du chevalier                                    | In the Gill of the Knightan                    | 2 mars 2019        | 204        |
| 25    | 5     | Sir Johnwick                                                | The Knight Stuff                               | 9 mars 2019        | 205        |
| 26    | 6     | Les morts-vivants                                           | Knight of the Living Dead                      | 16 mars 2019       | 207        |
| 27    | 7     | Planer dans les aires                                       | Knight Glider                                  | 30 mars 2019       | 206        |
| 28    | 8     | Deux torts ne font pas un chevalier                         | Two Wrongs Don't Make a Knight                 | 6 avril 2019       | 208        |
| 29    | 9     | L'éléction                                                  | Election Knight                                | 13 avril 2019      | 209        |
| 30    | 10    | Les révélations et des amitiés qui se construisent[Quoi ?]  | Closing Knight                                 | 20 avril 2019      | 210        |

## Univers de la série

### Les personnages

#### Personnages principaux
- Arc est un vagabond qui triche et vole sur son chemin vers l'école de chevaliers et au membre de l'escouade du Phénix.
- Ciara est une princesse qui porte une bague spéciale pour se déguiser afin de pouvoir secrètement aller à l'école des chevaliers et faire partie membre de l'escouade du Phénix.
- Sage est une étudiante à l'école qui est la rivale de Ciara et une membre de l'escouade des Kraken.
- Prudence est une étudiante qui est "géante et demie", et qui est membre de l'escouade du Phénix avec Arc, Ciara et Warwick.
- Warwick est un étudiant qui est membre de l'escouade du Phénix avec Arc, Ciara et Prudence, mais qui est considéré comme le pire élève chevalier de l'école. Il est le frère aîné de Fizzwick.
- Bouton d'or est une élève de l'école qui est la sbire chanceuse de Sage et une membre de l'escouade des Kraken.
- Sir Gareth est un chevalier et un enseignant à l'école de chevaliers.

#### Personnages récurrents
- Le roi est le souverain sans nom d'Astoria et le père de Ciara.
- Fizzwick est le frère cadet de Warwick.
- Sorcier Hogancross est le plus grand sorcier du pays qui sert le roi, a de piètres relations avec Sir Gareth et a été le créateur du champ de force qui empêche Ryker d’entré à Astoria.

#### Personnages secondaires
- Jimbo est un ancien membre du Phoenix Squad avant Arc.
- Safran est un fabricant de potion et la mère de Sage.
- Sebastian est un étudiant à l'école de Sorcery.
- Brea est une fille éduquée par Sage.
- Kiki est un génie.
- Sir Swayze est un chevalier et un ex-élève de Sir Gareth.
- Le vieux Fizzwick est la forme âgée de Fizzwick.
- Ryker est l'ex-roi d'Astoria qui a été exilé pour corruption et dirige une armée dans l'intention de la récupérer tout en détruisant des villages.
- L'ombre fantôme est un fantôme qui a ciblé la princesse.
- Princesse Eliza est la sœur aînée de la princesse qui s'est procuré une bague spéciale pour sa sœur et a dirigé l'armée de son père dans la lutte contre Ryker jusqu'à ce qu'elle tombe sous le contrôle du sort Mark of Ryker.

## Accueil

### Audiences
| Saison | Début de saison   | Début de saison | Début de saison | Fin de saison     | Fin de saison   | Fin de saison | Moyenne des téléspectateurs |
| Saison | Date de diffusion | Téléspectateurs | Réf.            | Date de diffusion | Téléspectateurs | Ref.          | Moyenne des téléspectateurs |
| ------ | ----------------- | --------------- | --------------- | ----------------- | --------------- | ------------- | --------------------------- |
| 1      | 19 février 2018   | 1 140 000       | [ 15 ]          | 26 janvier 2019   | 630 000         | [ 16 ]        | 810 000                     |
| 2      | 2 février 2019    | 810 000         | [ 17 ]          | 20 avril 2019     | 520 000         | [ 18 ]        | 570 000                     |